# استحکامات مدینا
استحکامات مدینا (انگلیسی: Fortifications of Mdina)، مجموعه‌ای از دیوارهای دفاعی و استحکامات در اطراف مدینا، پایتخت و مرکز اسبق مالت از دوره باستان تا قرون وسطی است. شهر توسط فینیقی‌ها در حدود قرن ۸ قبل از میلادی ساخته و تأسیس شد و بعدها تحت عنوان ملیته به تصرف امپراتوری روم درآمد. با این حال بخش اعظمی از دیوار باستانی شهر از میان رفته است.
دیوارهای طی دوره‌های مختلف و به کرات بازسازی شده است از جمله در دوره امپراتوری بیزانس در حدود قرن ۸ میلادی، اعراب در حدود قرن ۱۱ میلادی و پادشاهی سیسیل در دوره قرن وسطی تا قرن ۱۵ میلادی. بخش اعظم سازه‌ها موجود در این استحکامات در دوره فرقه سن جان یا شوالیه‌های مهمان‌نواز میان قرن ۱۶ تا ۱۸ میلادی ساخته شد و گسترش یافت.
این شهر شاهد نبرد و محاصره زیادی بوده است. امروزه دیوارهای شهر تا حدودی دست نخورده باقی‌مانده‌اند. همچنین استحکامات مدینا در لیست و فهرست میراث آزمایشی یونسکو در کشور مالت از سال ۱۹۹۸ قرار گرفته است.